# NGC 6065
NGC 6065 é uma galáxia lenticular (S0) localizada na direcção da constelação de Serpens. Possui uma declinação de +13° 53' 18" e uma ascensão recta de 16 horas, 07 minutos e 22,9 segundos.
A galáxia NGC 6065 foi descoberta em 19 de Junho de 1887 por Lewis A. Swift.